# Maud Allan
Maud Allan, née Beulah Maude Durrant ou Ulah Maud Alma Durrant, le 27 août 1873 à Toronto et morte le 7 octobre 1956 à Los Angeles, est une chorégraphe, danseuse étoile, pianiste et compositrice canado-américaine, principalement connue pour son interprétation de la « danse des sept voiles » dans La Vision de Salomé. 
À la fin de la Première Guerre mondiale, elle a été calomniée et accusée d’espionnage, puis a intenté une action en justice sans succès pour diffamation.

## Biographie

### Jeunesse et formation
Maud Allan est le deuxième enfant du cordonnier itinérant William Durrant et de son épouse Isabelle, fille adoptive de Mme Dredger, ayant vécu à Toronto. Elles est la sœur cadette de Theodore Durrant (1871-1898).
Jeune, Maud aimait le piano et était très douée musicalement. Son professeur était Mlle Lichenstein, une professeure de piano bien connue à Toronto et à Montréal à l’époque.
En 1887, alors qu'elle a cinq ans, la famille part pour San Francisco, en Californie, à la recherche de meilleures possibilités de travail. À San Francisco, Maud et son frère étudient à la Lincoln High School puis au Cogswell Technical Institute où elle suit des cours de sculpture sur bois et se perfectionne au piano dans le but de devenir pianiste concertiste. En même temps, Maud pratique et enseigne le piano. Elle donne également des concerts privés pour des personnes aisées vivant à San Francisco comme Adolph Sutro. Selon la rumeur, Sutro serait son grand-père et le père biologique de sa mère, il y a suffisamment de preuves pour supposer que cela est vrai car la famille avait peu d’argent, mais ils ont pu envoyer son frère Theo dans un pensionnat privé et s’offrir une maison dans un quartier aisé de San Francisco appartenant à Sutro.
La famille Durrant était également activement engagée dans l’Église baptiste Emmanuel, en particulier son frère Theo qui était le surintendant adjoint de l’école du dimanche dans l’église. Theo était inscrit à l’école de médecine du Cooper Medical College. Le professeur de piano de Maud, Eugene Bonelli, directeur de la San Francisco Grand Academy of Music, lui recommande de poursuivre ses études à Berlin, en Allemagne, à la Hochschule fur Musik. Même si sa famille semble en difficulté financière, Isabelle, sa mère, la pousse pour qu’elle aille en Europe afin de poursuivre ses études. Isabelle et Theo prévoyaient de la retrouver en Allemagne et de voyager à travers l’Europe avec elle ; Theo envisageait de poursuivre des études de médecine de troisième cycle en Europe également. 
En 1895, Maud continue sa formation à la Königliche Akademische Hochschule für Musik de Berlin. Fin avril 1897, son frère Theodore Durrant (en), étudiant en médecine, est arrêté pour le meurtre de deux jeunes femmes dans une église ; surnommé par la presse The Demon of the Belfry, il est condamné à mort, puis pendu le 7 janvier 1898 à la prison d'État de San Quentin alors que Maud vivait encore à Berlin. On suppose alors que Maud, face à ce scandale, changea son nom de famille, Durrant, pour « Allan », lui permettant ainsi d’accomplir sa carrière.

### Carrière

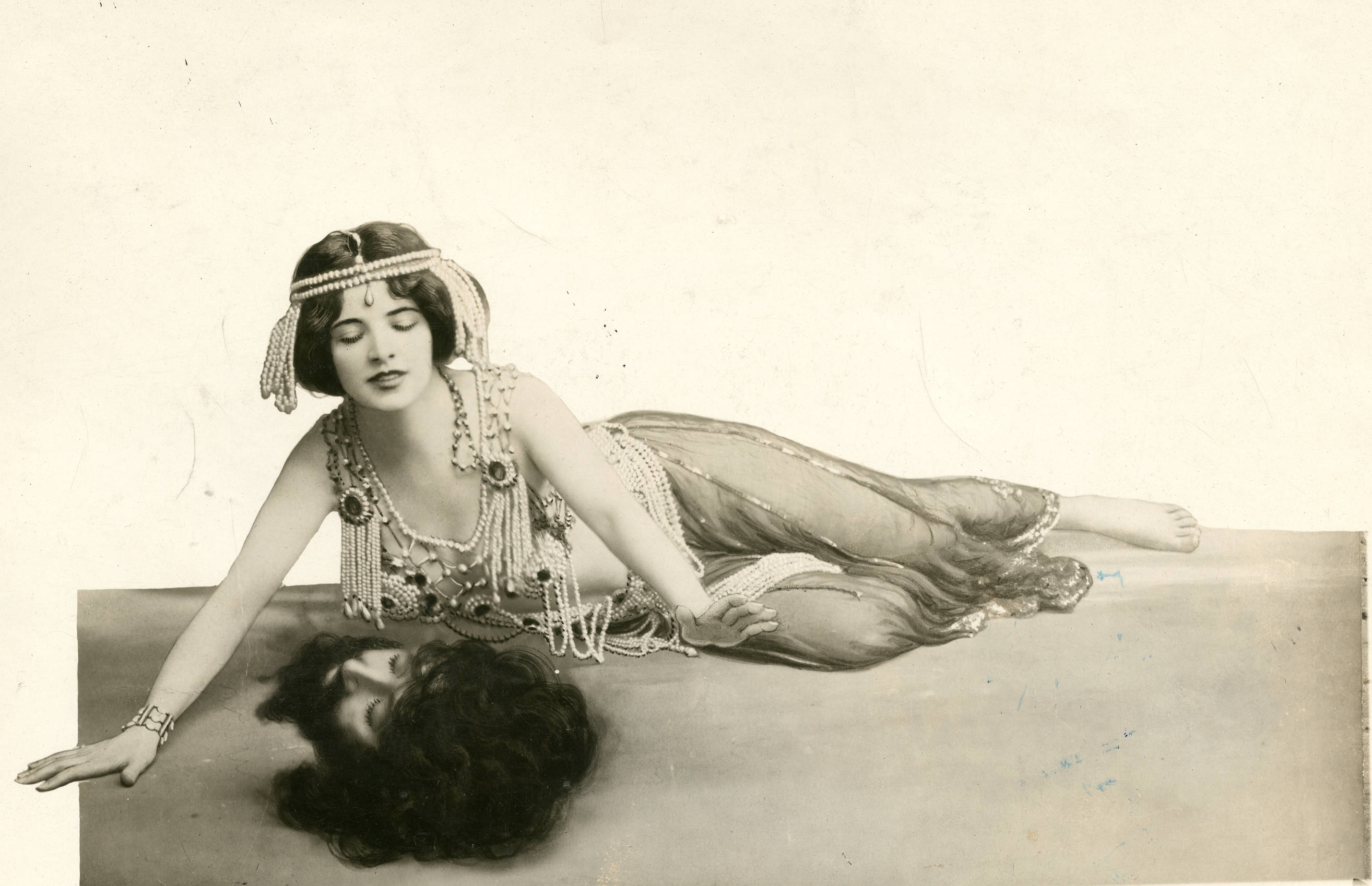
Maud Allan en Salomé (illustration de presse, avant 1923).

Pour financer son séjour en Allemagne, Maud prend différents emplois, entre autres elle travaille comme modèle pour des produits cosmétiques, fait des travaux de couture et conçoit des corsages. En 1900, pour se faire un peu d'argent, on suppose qu'elle produit un travail de commande, des dessins pour un manuel de sexualité destiné aux femmes publié sous le titre Illustriertes Konversations-Lexikon der Frau.
Elle commence sa carrière de danseuse en faisant ses débuts au Conservatoire de Vienne le 24 décembre 1903. Le critique musical belge Marcel Remy devient son mentor et lui compose la musique destinée à The Vision of Salome, qui fut son chef-d'œuvre. La mise en scène du Salomé d'Oscar Wilde par Max Reinhardt créée en 1903 au Theater am Schiffbauerdamm, influença sans doute les interprétations de Maud Allan. 
Suivirent de nombreux concerts entre autres à Bruxelles (1904), à Liège (1905) et à Berlin (1905-1906). Elle décida d'abandonner ses études de musique. Une autre représentation de The Vision of Salome eut lieu le 2 décembre 1906 au Carltheater (Vienne). Sa performance ne fut pas regardée comme une simple imitation d'Isadora Duncan, même si certainement elle avait subi son influence et celle de quelques autres danseuses étoiles.
En raison de la censure qui sévissait alors, un engagement à la Schauspielhaus de Munich n'aboutit qu'à une représentation privée. La chorégraphie de Maud Allan suggéraient une indéniable sensualité, ainsi que ses poses et ses costumes. Le 7 mai 1907, elle se produit au Théâtre des Variétés à Paris, un jour avant la première française de l'opéra de Richard Strauss, Salomé (Théâtre du Châtelet). Elle devient membre temporaire de la Loïe Fuller Company.
À Marienbad, elle danse devant le roi Édouard VII, qui la recommande au Palace Theatre de Londres. La première, le 8 mars 1908, est un succès triomphal. Sa tournée s'achève en 1909, devenant le symbole de l'époque édouardienne. L'année précédente, elle avait publié son autobiographie, My Life and Dancing.
Elle obtient moins de succès en se produisant à Saint-Pétersbourg et à Moscou en 1910 à la suite d'une tournée en Amérique. En septembre 1910, elle commande à Claude Debussy une partition pour son ballet oriental Khamma (Isis en fut le titre de travail), mais le compositeur, excédé, ne l'acheva pas. En novembre 1911, elle entreprend une tournée en Afrique du Sud et, à Johannesbourg, et fait connaissance avec le Trio Cherniavsky (Leo, Jan, et Mischel, trois jeunes prodiges originaires d'Odessa). Ensemble, ils entreprennent entre 1913 et 1915 une tournée en Inde, en Australie et en Asie.
En 1916, elle revient à Londres, où elle veut reprendre sa carrière après deux ans d'absence. Involontairement, elle devient le personnage principal impliqué dans un scandale de presse. Le 26 janvier 1918 le Britannique Noel Pemberton Billing, journaliste et député ultra-conservateur, affirme dans le quotidien qu'il dirige, Vigilante, réputé pour son caractère xénophobe et homophobe, qu'il existerait un Black Book (un « carnet secret » provenant des Allemands), dans lequel auraient été trouvés les noms de 47 000 homosexuels britanniques. Début février suivant, J. T. Grein organise deux représentations privées, où elle se produit en Salomé, d'après Oscar Wilde, avec l'Independent Theatre Society. William Mansfield, lord-chambellan, veille alors à ce que son apparition en public soit totalement interdite. Le 16 février, Pemberton-Billing poursuit sa harangue, et commente les représentations privées de Maud Allan toujours dans  Vigilante avec un article intitulé « Cult of the clitoris » : il y accuse Maud Allan d'être lesbienne et de figurer dans ce Black Book, de saper le moral des troupes avec ses spectacles pervers inspirés d'un homosexuel notoire, Oscar Wilde, et enfin, dévoile le lien entre Maud et son frère Theo. Le lesbianisme n'est pas alors considéré en Grande-Bretagne comme relevant d'un crime de droit commun. Cependant, la coupe est pleine, Maud Allan attaque le journaliste en diffamation entre autres pour avoir été assimilée à une espionne. Après le procès contre le journaliste au bout duquel il fut acquitté, Maud demeure encore un peu de temps à Londres. Comme le scandale avait sali sa réputation et affecté sa popularité, elle décide alors de rentrer à Los Angeles.
En Californie, elle avait en 1915 décroché le rôle principal dans le film The Rug Maker's Daughter d'Oscar Apfel. Avec le ballet Nair the Slave en 1916 elle avait entrepris une tournée aux États-Unis, sous la direction d'Ernest Bloch. D'autres tournées l'amènent de nouveau en Afrique du Sud en 1920 avec le trio Cherniavsky, puis en 1928, en Égypte et à Malte.
En 1928, elle prend en charge avec elle sa mère à Londres, jusqu'à sa mort en 1930. Puis Maud décide de fonder une école de danse dans sa résidence londonienne, appelée la West Wing School of Dancing, ouverte aux enfants issus de familles ouvrières. Elle ne parvient pas à trouver des subventions et devra fermer son école peu après le début de la Seconde Guerre mondiale.
En 1932, elle est prise pour un petit rôle dans une production de Max Reinhardt, The Miracle. En 1938 eut lieu sa dernière apparition sur la scène, à la Redlands Community Music Association de Los Angeles.
Alors que son appartement londonien est endommagé durant le Blitz, en juin 1941, elle décide de rejoindre la Croix Rouge comme ambulancière bénévole. En 1943, elle revient vivre définitivement à Los Angeles, et travaille comme dessinatrice pour la société Macdonald Aircraft.
Elle meurt le 7 octobre 1956 à Los Angeles, âgée de 83 ans.

### Vie privée
Maud Allan fut longtemps en couple avec sa secrétaire Verna Aldrich, ce qui n'était pas un secret, relation qui se termina en 1943. Elle avait eu également une liaison avec la comtesse Margot Asquith, qui paya la location de son appartement londonien sur Regent's Park de 1916 à 1928.

## Œuvre
- [Anonyme], Illustriertes Konversations - Lexikon der Frau, dessinatrice [?], 2 tomes, Berlin, Verlag Martin Oldenbourg, 1900.
- My Life and Dancing. Autobiography, Londres, Everett, 1908.
- The Vision of Salomé, chorégraphie sur une musique de Marcel Remy, créée à Londres au Charles Morton's Palace Theater, 1908-1909.
- Isis, livret d'une légende dansée, avec William Leonard Courtney (en), 1910-1911 — cf. Khamma.
- The Song of Songs, produit par A. H. Woods, livret d'Edward Sheldon d'après Hermann Sudermann, créée au Eltinge 42nd Street Theatre (New York) le 22 décembre 1914.
- « Princess Yashda » dans The Hindu, de John Harwood, écrit par Gordon Kean et Carl Mason, créée au Broadway Comedy Theatre (New York) le 21 mars 1922.
- « Etta Hallam », dans Another Language d'Arthur J. Beckhard, écrit par Rose Franken, créée au Booth Theatre (New York) le 25 avril 1932.